# 艾絲拉·比爾吉奇
艾絲拉·比爾吉奇（土耳其語：Esra Bilgiç，1992年10月14日—）是土耳其女演員。她的出道作品是历史剧《復興：埃爾圖魯爾》 ，在2014年至2018年扮演哈里米可敦。比爾吉奇因此剧在巴基斯坦大受欢迎，获邀担任多个品牌代言人。
2017年至2019年，她的丈夫是土耳其足球运动员Gökhan Töre。土耳其总统雷杰普·塔伊普·埃尔多安和夫人均出席他们的婚礼。

## 外部連結
- 艾絲拉·比爾吉奇在互联网电影资料库（IMDb）上的資料（英文）
- 艾絲拉·比爾吉奇的Instagram帳戶